# Huest
Huest is een gemeente in het Franse departement Eure (regio Normandië) en telt 653 inwoners (2005). De plaats maakt deel uit van het arrondissement Évreux.

## Geografie
De oppervlakte van Huest bedraagt 6,6 km², de bevolkingsdichtheid is 98,9 inwoners per km².
De onderstaande kaart toont de ligging van Huest met de belangrijkste infrastructuur en aangrenzende gemeenten.

## Demografie
Onderstaande figuur toont het verloop van het inwonertal (bron: INSEE-tellingen).